# 東京大学の科類

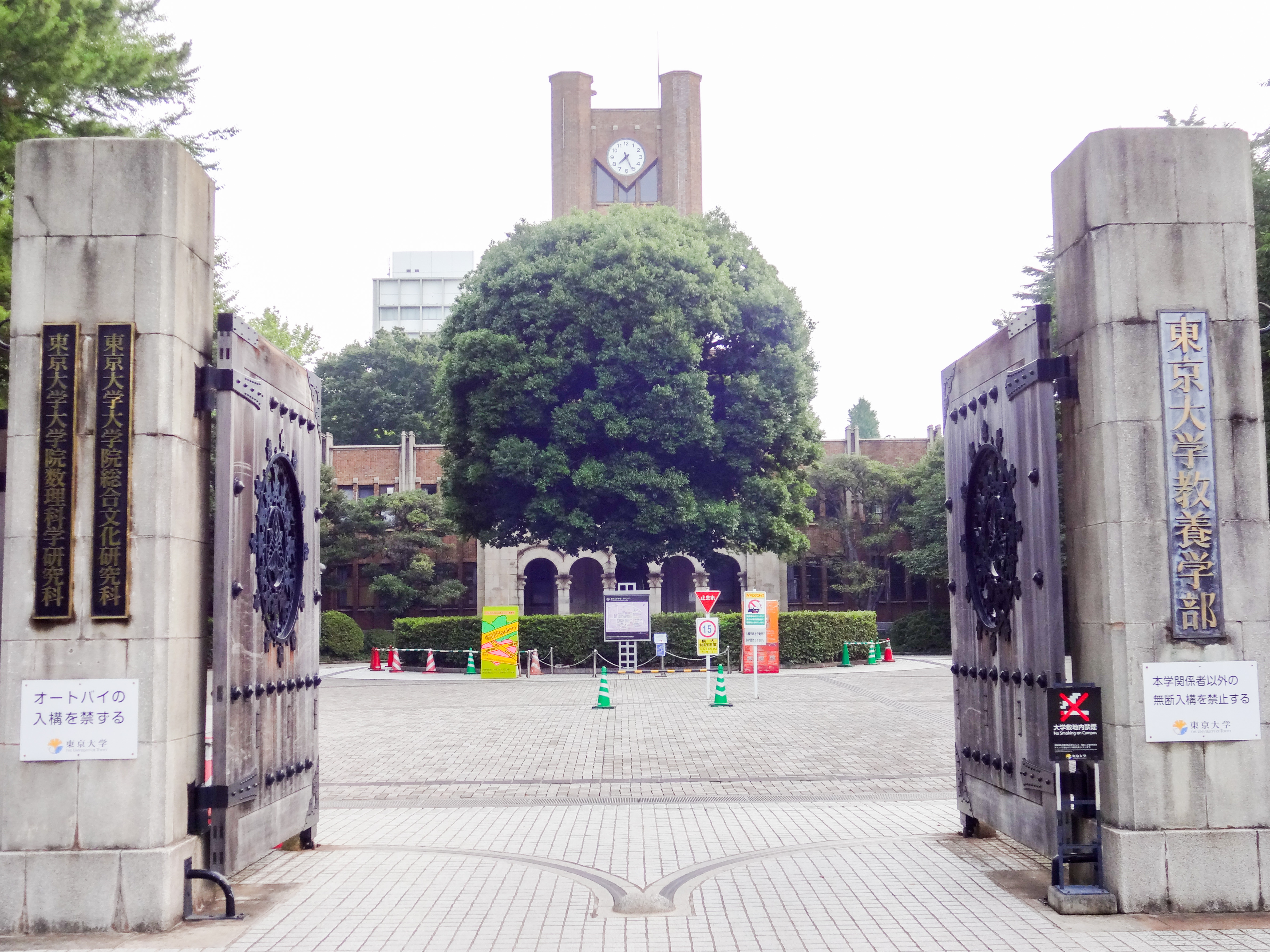
東京大学駒場キャンパス正門

東京大学の科類（とうきょうだいがくのかるい）では、東京大学教養学部前期課程に設置される科類（かるい）について解説する。各科類の学生は進学選択を経て後期課程に進学する。

## 一覧
- 文科
  - 文科一類 - 法と政治を中心とする社会科学[1]。
  - 文科二類 - 経済を中心とする社会科学[1]。旧文科一類から分離。
  - 文科三類 - 言語、思想、歴史を中心とする人文科学[1]。旧文科二類。
- 理科
  - 理科一類 - 数学、物理学、化学を中心とする数理科学・物質科学・生命科学[1]。
  - 理科二類 - 生物学、化学、物理学を中心とする数理科学・物質科学・生命科学[1]。
  - 理科三類 - 生物学、化学、物理学を中心とする数理科学・物質科学・生命科学[1]。医学部医学科進学課程。旧理科二類から分離。